# Tornasjön
Tornasjön är en sjö i Ljungby kommun i Småland och ingår i Helge ås huvudavrinningsområde. Sjön har en area på 0,65 kvadratkilometer och ligger 135 meter över havet.

## Delavrinningsområde
Tornasjön ingår i det delavrinningsområde (628544-139603) som SMHI kallar för Utloppet av Tornasjön. Medelhöjden är 140 meter över havet och ytan är 16,39 kvadratkilometer. Räknas de 39 avrinningsområdena uppströms in blir den ackumulerade arean 1 041,37 kvadratkilometer. Avrinningsområdets utflöde Helge å mynnar i havet. Avrinningsområdet består mestadels av skog (72 %) och sankmarker (11 %). Avrinningsområdet har 0,65 kvadratkilometer vattenytor vilket ger det en sjöprocent på 4 %.